# Гамбит Брейера
Гамбит Брейера — шахматный дебют, разновидность принятого королевского гамбита, начинающаяся ходами: 
1. e2-е4 e7-е5 
 2. f2-f4 e5:f4 
 3. Фd1-f3.
Относится к открытым началам.
Дебют назван по имени венгерского шахматиста Д. Брейера, впервые применившего ход 3. Фd1-f3 в партии против Р. Рети в 1918 году. Впоследствии гамбит иногда встречался в практике таких шахматистов, как Капабланка, Эйве, Шпильман. В 1975 году Милан рукоплескал Карпову после победы над Глигоричем в испанской партии,где применил Карпов гамбит Брейера.
В современной шахматной практике встречается редко, так как чёрные могут получить активную контригру: 
3. … Кc6 4.с3 Kf6 5.d4 d5.
Возможно и 3. … d5 (после 3… Фh4+ 4.g3 fg 5.hg Фf6 6. Кс3 Ф:f3 7.К:f3 у белых за пешку опасная инициатива) 4.ed Kf6 5.Сb5+ c6 6.dc К:с6 и защищаться приходится белым.